# Liste deutscher Literaturpreise
Diese Liste enthält in Deutschland vergebene Literaturpreise, wobei sehr viele dieser Preise sich nicht auf deutsche Autoren beschränken, sondern an deutschsprachige Autoren allgemein vergeben werden. Zu österreichischen und Schweizer Preisen siehe:
- Liste der österreichischen Literaturpreise
- Liste Schweizer Literaturpreise

## A
- Adelbert-von-Chamisso-Preis
- Agatha-Christie-Krimipreis
- Albatros-Literaturpreis
- Alfred-Müller-Felsenburg-Preis
- Alemannischer Literaturpreis
- Alexander-Sergejewitsch-Puschkin-Preis
- Alexander-Zinn-Preis
- Alex-Wedding-Preis
- Alfred-Döblin-Preis
- Alfred Döblin-Medaille
- Alfred-Kerr-Preis für Literaturkritik
- Andreas-Gryphius-Preis
- Anna Seghers-Preis
- Annette-von-Droste-Hülshoff-Preis
- Arno-Reinfrank-Literaturpreis
- Arno-Schmidt-Preis
- Arthur-Schnitzler-Preis
- Aspekte-Literaturpreis
- Astrid-Lindgren-Preis
- August-Graf-von-Platen-Preis der Stadt Ansbach
- Das außergewöhnliche Buch des Internationalen Literaturfestivals Berlin

## B
- Bayerischer Buchpreis
- Bayerischer Poetentaler
- Berliner Literaturpreis
- Berliner Preis für Literaturkritik (seit 2019 Jörg-Henle-Preis für Literaturkritik)
- Bertelsmann-Preisausschreiben
- Berthold-Auerbach-Literaturpreis
- Bertolt-Brecht-Literaturpreis
- Bettina-von-Arnim-Preis
- Blogbuster-Literaturpreis
- Bodensee-Literaturpreis der Stadt Überlingen
- BRIGITTE-Romanpreis
- Brücke Berlin Literatur- und Übersetzerpreis
- Brüder-Grimm-Preis der Stadt Hanau
- Brüder-Grimm-Preis des Landes Berlin
- Brüder-Grimm-Preis der Philipps-Universität Marburg
- Buch des Jahres (Rheinland-Pfalz)
- BücherFrauen-Literaturpreis (seit 2021)
- Büchergilde-Essaypreis
- Buxtehuder Bulle
- Buchpreis Familienroman der Stiftung Ravensburger Verlag (seit 2011)

## C
- Candide-Preis
- Calwer Hermann-Hesse-Preis
- Carl-Amery-Literaturpreis
- Carl-Blechen-Preis
- Carl-Zuckmayer-Medaille
- Caroline-Schlegel-Preis für Essayistik
- Chamisso-Preis/Hellerau
- Christian-Dietrich-Grabbe-Preis für Dramatik
- Christian-Wagner-Preis
- Christoph-Martin-Wieland-Übersetzerpreis
- Ćišinski-Preis
- Clemens-Brentano-Preis
- Comicbuchpreis

## D
- Daniil Pashkoff Prize, seit 2001 vergeben von Writers Ink e.v. – Verein zur Förderung englischsprachiger Literatur von nicht Muttersprachlern, gegründet am Englischen Seminar der TU Braunschweig
- Debütpreis des Buddenbrookhauses
- Dedalus-Preis für Neue Literatur
- DeLiA-Literaturpreis, vergeben von der DeLiA – Vereinigung deutschsprachiger Liebesroman-Autoren und -Autorinnen
- Der Goldene Michl
- Deutsch-Französischer Übersetzerpreis
- Deutscher Buchpreis
- Deutscher Bücherpreis
- Deutscher Fantasy Preis
- Deutscher Hörbuchpreis
- Deutscher Phantastik Preis
- Deutscher Gartenbuchpreis seit 2006 verliehen von Schloss Dennenlohe[1]
- Deutscher Kinderbuchpreis seit 2021
- Deutscher Krimipreis
- Deutscher Kurzkrimi-Preis, siehe Tatort Eifel
- Deutscher Jugendliteraturpreis
- Deutscher Sachbuchpreis des Deutschen Bibliotheksverbands, mit 10.000 DM dotiert, gestiftet von der Stadt Oldenburg[2]
- Deutscher Sachbuchpreis des Börsenvereins des Deutschen Buchhandels seit 2021[3]
- Deutscher Science-Fiction-Preis
- Deutscher Sprachpreis
- Dichterpreis der Stadt Minden, siehe Die Kogge
- Dramatiker-Preis des Kulturkreises der deutschen Wirtschaft im BDI
- Dr.-Hartwig-Kleinholz-Preis für junge Prosa
- Dresdner Lyrikpreis
- Dresdner Stadtschreiber
- Joseph-E.-Drexel-Preis, siehe Joseph-E.-Drexel-Stiftung
- Droste-Preis

## E
- Ehm-Welk-Literaturpreis
- Ephraim-Kishon-Literaturpreis
- Ehrengabe der Heinrich-Heine-Gesellschaft
- Eichendorff-Literaturpreis
- Einladung zum Treffen Junger Autoren
- Else-Lasker-Schüler-Dramatikerpreis
- Else-Lasker-Schüler-Lyrikpreis der Else-Lasker-Schüler-Gesellschaft
- Emys Sachbuchpreis
- Erich Kästner Preis der Erich Kästner Gesellschaft
- Erich-Loest-Preis
- Erik-Reger-Preis
- Erlanger Literaturpreis für Poesie als Übersetzung
- Ernst-Bloch-Preis
- Ernst-Hoferichter-Preis
- Ernst-Johann-Literaturpreis von Schifferstadt
- Ernst-Meister-Preis für Lyrik
- Ernst-Robert-Curtius-Preis für Essayistik
- Ernst-Toller-Preis
- erostepost-Literaturpreis
- Büchergilde-Essaypreis
- Eule des Monats von Bulletin Jugend & Literatur
- Eulenspiegelpreis
- Evangelischer Buchpreis
- Erich-Mühsam-Preis der Erich-Mühsam-Gesellschaft
- Exil-Literaturpreis „Schreiben zwischen den Kulturen“

## F
- F.-C.-Weiskopf-Preis
- Fedor-Maichow-Lyrikpreis
- Fontane-Preis des Kunstpreises Berlin – Jubiläumsstiftung 1848/1948
- Fontane-Literaturpreis der Fontanestadt Neuruppin und des Landes Brandenburg
- Fontane-Preis für die jüngere Generation der Theodor Fontane Gesellschaft (1994 und 1998)
- Fontane-Preis für junge Schreibende der Theodor Fontane Gesellschaft
- Förderpreis für Literatur der Landeshauptstadt Düsseldorf
- Förderpreis Opus Primum der Volkswagenstiftung
- Franz-Tumler-Literaturpreis für Debütromane
- Friedenspreis des Deutschen Buchhandels
- Friedestrompreis
- Friedrich-Gerstäcker-Preis
- Friedrich-Glauser-Preis für Kriminalliteratur
- Friedrich-Hebbel-Preis
- Friedrich-Hölderlin-Preis der Stadt Bad Homburg
- Friedrich-Hölderlin-Preis der Universität Tübingen und der Universitätsstadt Tübingen
- Friedrich-Märker-Preis für Essayisten, seit 2019: Regensburger Preis für Essayistik
- Friedrich-Nietzsche-Preis des Landes Sachsen-Anhalt
- Friedrich-Schiedel-Literaturpreis
- Fritz-Reuter-Preis (Hamburg)
- Fritz-Stavenhagen-Preis
- Fußballbuch des Jahres (siehe Deutscher Fußball-Kulturpreis)

## G
- Gellert-Preis
- Georg-Büchner-Preis
- Georg-Christoph-Lichtenberg-Preis
- Georg-Dehio-Buchpreis
- Georg-K.-Glaser-Preis
- Georg-Kaiser-Förderpreis des Landes Sachsen-Anhalt
- Georg-Mackensen-Literaturpreis
- George-Konell-Preis der Landeshauptstadt Wiesbaden
- Gerhard-Beier-Preis
- Gerhart-Hauptmann-Preis
- Gerlinger Lyrikpreis
- Gerrit-Engelke-Preis
- Geschwister-Scholl-Preis
- Gessweinpreis
- Gleim-Literaturpreis
- Goethepreis der Stadt Frankfurt am Main
- Göttinger Elch
- Göttinger Lesezeichen
- Grimmelshausen-Preis
- Großer Literaturpreis der Bayerischen Akademie der Schönen Künste
- Großer Preis der Frankfurter Autorenstiftung
- Günter-Eich-Preis
- Günter Kunert Literaturpreis für Lyrik (neu, ausgeschrieben für 2021 und mit 10.000 Euro dotiert von der Kulturstiftung Itzehoe[4])
- Gustav-Heinemann-Friedenspreis für Kinder- und Jugendbücher
- Gustav-Regler-Preis

## H
- Hattinger Förderpreis für junge Literatur
- Hamburger Literaturpreise, bis 2018: Hamburger Förderpreise für Literatur und literarische Übersetzungen
- Hannelore-Greve-Literaturpreis
- Hanns-Meinke-Preis
- Hans-Böttcher-Preis
- Hans-Erich-Nossack-Preis
- Hans-Fallada-Preis
- Hans-Henning-Holm-Preis
- Hans-im-Glück-Preis
- Hans-Sachs-Preis der Stadt Nürnberg, siehe Hans Sachs
- Hansjörg-Martin-Preis, siehe Friedrich-Glauser-Preis#Hansjörg-Martin-Preis – Kinder- und Jugendkrimipreis
- Harzer Hammer, siehe Mordsharz-Festival
- Heinrich-Böll-Preis
- Heinrich-Heine-Preis (Stadt Düsseldorf)
- Heinrich-Mann-Preis
- Heinrich-Schmidt-Barrien-Preis
- Heinrich-Wolgast-Preis
- Helmut-M.-Braem-Übersetzerpreis, siehe Freundeskreis zur Förderung literarischer und wissenschaftlicher Übersetzungen#Helmut-M.-Braem-Übersetzerpreis
- Hermann-Hesse-Literaturpreis, Karlsruhe
- Hermann-Hesse-Preis, Calw (Internationale Hermann-Hesse-Gesellschaft, neu seit 2017)
- Hermann-Kesten-Preis
- Hermann-Lenz-Preis
- Hermann-Sinsheimer-Preis
- Hermann-Sudermann-Preis für Dramatik
- Hertha-Koenig-Literaturpreis
- Hilde-Domin-Preis für Literatur im Exil
- Historischer Sachbuchpreis Schloss Burg an der Wupper seit 1984, in Solingen vergeben[5]
- Historischer Sachbuchpreis der Vereinigung der Heimatfreunde am Mittelrhein e.V., seit 2003, Gesamtdotierung: 900 €[6]
- Hörbuch des Jahres
- Hölty-Preis
- Horst Bingel-Preis für Literatur
- Hubert-Fichte-Preis
- Hugo-Ball-Preis
- Hugo-Jacobi-Preis
- Hungertuch-Preis

## I
- Ida-Dehmel-Literaturpreis
- Immermann-Preis
- Inselschreiber
- Inge-Czernik-Förderpreis für Lyrik (vormals Förderpreis „Lyrischer Oktober“), siehe Czernik-Verlag „Edition L“
- Ingeborg-Bachmann-Preis
- Ingeborg-Drewitz-Literaturpreis für Gefangene
- Internationaler Literaturpreis – Haus der Kulturen der Welt
- Internationaler Stefan-Heym-Preis
- Irmgard-Heilmann-Preis
- Irseer Pegasus
- Italo-Svevo-Preis

## J
- Jahresstipendium für Literatur des Landes Niedersachsen
- Jahresstipendium für Schriftsteller des Ministeriums für Wissenschaft und Kunst des Landes Baden-Württemberg
- Jakob-Wassermann-Literaturpreis
- Jean-Paul-Preis
- Jeanette Schocken Preis, Bremerhavener Bürgerpreis für Literatur
- Joachim-Ringelnatz-Preis
- Johann-Friedrich-von-Cotta-Literatur- und Übersetzerpreis der Landeshauptstadt Stuttgart
- Johann-Gottfried-Seume-Literaturpreis
- Johann-Heinrich-Voß-Preis für Literatur und Politik
- Johann-Heinrich-Voß-Preis für Übersetzung
- Johann-Peter-Hebel-Preis
- Johannes-Bobrowski-Medaille
- Johannes-R.-Becher-Medaille
- Jörg-Henle-Preis für Literaturkritik
- Josef-Guggenmos-Preis der Deutschen Akademie für Kinder- und Jugendliteratur, siehe Josef Guggenmos#Josef-Guggenmos-Preis
- Josef-Schlicht-Medaille des Landkreises Straubing-Bogen, siehe Josef Schlicht#Josef-Schlicht-Medaille
- Joseph-Breitbach-Preis
- Joseph-Heinrich-Colbin-Preis
- Julius-Campe-Preis
- Junges Literaturforum Hessen-Thüringen

## K
- Karl-Otten-Preis des Deutschen Literaturarchivs, siehe Karl Otten
- Karl-Preusker-Medaille
- Karl-Sczuka-Preis
- Kasseler Literaturpreis
- Kay-Hoff-Preis für Literatur und Sprache
- Klaus-Michael Kühne-Preis
- Kleist-Preis
- Kleist-Förderpreis
- Klopstock-Preis für neue Literatur
- Koblenzer Literaturpreis
- Korczak-Preis der Deutschen Korczak-Gesellschaft
- Kranichsteiner Literaturpreis
- Krefelder Preis für Fantastische Literatur (seit 2021)
- Kurd-Laßwitz-Preis
- Kurt-Morawietz-Literaturpreis
- Kurt Sigel-Lyrikpreis
- Kurt-Tucholsky-Preis (Deutschland)
- Kurt-Wolff-Preis zur Förderung einer vielfältigen Verlags- und Literaturszene, siehe Kurt Wolff Stiftung#Kurt-Wolff-Preis

## L
- Landespreis für Volkstheaterstücke des Landes Baden-Württemberg
- Lektorix
- Leo-Baeck-Preis
- Leonce-und-Lena-Preis
- Lessing-Preis der DDR
- Lessing-Preis der Freien und Hansestadt Hamburg
- Lessing-Preis des Freistaates Sachsen
- Lessing-Preis für Kritik
- Lessing-Ring
- LiBeraturpreis
- Limburg-Preis
- Limes-Award der Literarischen Gesellschaft im Rheingau-Taunus-Kreis
- Lion-Feuchtwanger-Preis
- Literaturförderpreis der Freien Hansestadt Bremen
- Literaturförderpreis der Stadt Mainz
- Literaturförderpreis des Landes Nordrhein-Westfalen
- Literatur im Exil (Literaturpreis)
- Literaturpreis der A und A Kulturstiftung
- Literaturpreis der deutschen Hochseefischerei
- Literaturpreis der Jürgen Ponto-Stiftung
- Literaturpreis der Konrad-Adenauer-Stiftung
- Literaturpreis der Landeshauptstadt Hannover
- Literaturpreis der Landeshauptstadt München
- Literaturpreis Mecklenburg-Vorpommern
- Literaturpreis der Nürnberger Kulturläden
- Literaturpreis der Schwulen Buchläden
- Literaturpreis der Stadt Bremen
- Literaturpreis der Stadt Fulda
- Literaturpreis der Stadt Stuttgart
- Literaturpreis der Universität Innsbruck
- Literaturpreis der Universitätsstadt Marburg und des Landkreises Marburg-Biedenkopf
- Literaturpreis der Wilhelm und Christine Hirschmann-Stiftung
- Literaturpreis des Fonds der Chemischen Industrie
- Literaturpreis des Landesverbandes der Volkshochschulen Niedersachsens
- Literaturpreis Hommage à la France
- Literaturpreis Prenzlauer Berg
- Literaturpreis Ruhr
- Ludwig-Börne-Preis
- Luise-Büchner-Preis für Publizistik
- Lutz-Röhrich-Preis
- Lyrik-Debüt-Preis des Literarischen Colloquiums Berlin
- Lyrik-Förderpreis des DKEG
- Lyrikpreis München

## M
- Mannheimer Literaturpreis (2004–2011: Mannheimer Heinrich-Vetter-Literaturpreis)
- Mainzer Stadtschreiber
- Mara-Cassens-Preis
- Marburger Literaturpreis
- Margarete-Schrader-Preis
- Marie Luise Kaschnitz-Preis
- Marieluise-Fleißer-Preis
- Marlowe (Literaturpreis)
- Martha-Saalfeld-Förderpreis
- Märkisches Stipendium für Literatur
- Lyrikpreis Meran
- MIMI (Buchpreis)
- Mörike-Preis der Stadt Fellbach
- Moerser Literaturpreis
- Montblanc Literaturwettbewerb
- Stipendium Paul Maar des Kinder- und Jugendtheaterzentrums in Deutschland

## N
- NDR Kultur Sachbuchpreis
- Nelly-Sachs-Preis
- Nettetaler Literaturpreis
- Neue Prosa
- neuer deutscher literaturpreis (ndl-preis)
- Nicolas-Born-Preis des Landes Niedersachsen
- Nikolaus-Lenau-Preis
- Niederrheinischer Literaturpreis der Stadt Krefeld
- Nordhessischer Autorenpreis

## O
- Oberhausener Literaturpreis
- Oberrheinischer Rollwagen
- Open Mike
- Ostdeutscher Literaturpreis
- OVID-Preis

## P
- Paul-Celan-Preis für Übersetzer
- Pfalzpreis für Literatur
- Peter-Huchel-Preis
- Peter-Rosegger-Preis
- Peter-Weiss-Preis der Stadt Bochum
- Petrarca-Preis
- Phantastik-Preis der Stadt Wetzlar
- Poesiealbum-neu-Preis
- poetbewegt-Literaturwettbewerb (Jugendwettbewerb in Sachsen)
- Das politische Buch, jährlich vergeben von der Friedrich-Ebert-Stiftung
- Postpoetry
- Preis der Frankfurter Anthologie
- Preis der Internationalen Hermann Hesse Gesellschaft
- Preis der Leipziger Buchmesse
- Preis der Leipziger Buchmesse/Sachbuch und Essayistik
- Preis der Leseratten (Schülerpreis des ZDF)
- Preis der LiteraTour Nord
- Preis Europäische Kurzprosa (vormals Deutscher und Internationaler Kurzgeschichtenpreis)
- Preis der Weidener Literaturtage
- Prix de l’Académie de Berlin

## R
- Radio Bremen Krimipreis
- Rahel-Varnhagen-von-Ense-Medaille
- Rainer-Malkowski-Preis
- Ralf-Bender-Preis für Krimi-Kurzgeschichten
- Rattenfänger-Literaturpreis
- Rauriser Literaturpreis
- Reiner-Kunze-Preis
- Renate-Chotjewitz-Häfner-Förderpreis
- Rheingau Literatur Preis
- Rheinischer Literaturpreis
- Rheinischer Literaturpreis Siegburg
- Ricarda-Huch-Preis
- Richard-Schönfeld-Preis für literarische Satire
- Rolf-Dieter-Brinkmann-Stipendium
- Rosenheimer Literaturpreis
- Roswitha-Medaille
- Roswitha-Preis
- Rottendorf-Preis

## S
- Sächsischer Literaturpreis
- Samuel-Bogumil-Linde-Preis
- Schiller-Gedächtnispreis
- Schiller-Ring
- Schubart-Literaturpreis der Stadt Aalen
- Schwäbischer Dichterpreis
- Schwäbischer Literaturpreis des Bezirks Schwaben
- Selma-Meerbaum-Eisinger-Literaturpreis
- Seraph-Förderpreis für phantastische Literatur
- Siegfried Unseld Preis
- Sir Walter Scott-Preis
- SpaceNet Award
- Stadtschreiber (verschiedene Städte)
- Stadtschreiber von Bergen
- Stadtschreiber von Halle (Saale)
- Stadtschreiberin (Hamburg)
- Stefan-Andres-Preis
- Straelener Übersetzerpreis der Kunststiftung NRW
- Susanne-Faschon-Preis

## T
- Thaddäus-Troll-Preis
- Theodor-Storm-Preis der Stadt Husum
- Theodor-W.-Adorno-Preis
- Thomas Mann-Literaturpreis der Bayerischen Akademie der Schönen Künste
- Thomas-Mann-Preis
- Thomas-Valentin-Literaturpreis der Stadt Lippstadt
- Thüringer Literaturpreis
- Torschreiber am Pariser Platz
- Troisdorfer Bilderbuchpreis
- Troppauer Kulturehrengabe
- Tukan-Preis

## U
- Ulla-Hahn-Autorenpreis
- Ulmer Unke
- Usedomer Literaturpreis
- Uwe-Johnson-Preis

## V
- Volks-Schillerpreis

## W
- W.-G.-Sebald-Literaturpreis seit 2020
- Wachtberger Kugel
- Walter-Bauer-Preis
- Walter-Hasenclever-Literaturpreis
- Walter-Kempowski-Literaturpreis
- Walter-Serner-Preis
- wbg-Buchpreis für Geisteswissenschaften
- Weilheimer Literaturpreis
- Werner-Bergengruen-Preis
- Wildweibchenpreis
- Wilhelm-Busch-Preis
- Wilhelm-Lehmann-Preis
- Wilhelm-Merton-Preis für Europäische Übersetzungen
- Wilhelm-Raabe-Preis, Braunschweig
- Wilhelm-Raabe-Literaturpreis, Braunschweig und Deutschlandradio
- Wissen! Sachbuchpreis für Geisteswissenschaften der Wissenschaftlichen Buchgesellschaft seit 2019[7][8][9][10]
- Wissensbuch des Jahres
- Wolfgang-Hohlbein-Preis
- Wolfgang-Koeppen-Preis
- Wortmeldungen, Literaturpreis für kritische Kurztexte
- Würth-Literaturpreis

## Z
- Preis des Zwickauer Literaturwettbewerbs